# Подґуже (Ліпський повіт)
Подґуже (пол. Podgórze) — село в Польщі, у гміні Цепелюв Ліпського повіту Мазовецького воєводства.
Населення — 88 осіб (2011).
У 1975-1998 роках село належало до Радомського воєводства.

## Демографія
Демографічна структура станом на 31 березня 2011 року:
|          | Загалом | Допрацездатний вік | Працездатний вік | Постпрацездатний вік |
| -------- | ------- | ------------------ | ---------------- | -------------------- |
| Чоловіки | 40      | 4                  | 30               | 6                    |
| Жінки    | 48      | 10                 | 28               | 10                   |
| Разом    | 88      | 14                 | 58               | 16                   |